# Elizabeth Hartman
Mary Elizabeth Hartman (* 23. Dezember 1943 in Youngstown, Ohio; † 10. Juni 1987 in Pittsburgh, Pennsylvania) war eine US-amerikanische Theater- und Filmschauspielerin. Bekanntheit erlangte sie durch ihr preisgekröntes Spielfilmdebüt in dem Drama Träumende Lippen (1965). Daraufhin wurde die fragile, kindlich wirkende Schauspielerin überwiegend mit der Darstellung von sensiblen Frauenfiguren betraut. Aufgrund von Depressionen klang ihre Karriere Anfang der 1980er Jahre nach nur 14 Film- und Fernsehrollen aus.

## Leben

### Ausbildung und Theaterarbeit
Elizabeth Hartman, „Biff“ genannt, war das mittlere von drei Kindern von B. C. und Claire Mullaly Hartman. Sie wuchs in ihrer Geburtsstadt Youngstown, Ohio, auf und galt in ihrer Kindheit als scheu und eigenbrötlerisch. Bereits in der High School spielte Hartman erfolgreich Theater und wurde als „Ohio High School Actress of the Year“ ausgezeichnet. Nach ihrem Schulabschluss wurde sie Mitglied des renommierten Youngstown Playhouse. Erster Erfolg war der rothaarigen Schauspielerin mit der Hauptrolle der Emily Webb in einer lokalen Theaterproduktion von Thornton Wilders Our Town beschieden. Danach arbeitete sie im Sommer-Theater und besuchte das Carnegie Institute of Technology in Pittsburgh, die spätere Carnegie Mellon University, wo sie ebenfalls Mitglied der dortigen Theatergruppe wurde. Nach nur einem Jahr gab Hartman die dortige Ausbildung auf und ging nach New York, um eine professionelle Karriere als Schauspielerin anzustreben.
Nach nur fünf Monaten, die die scheue und sensible Hartman aus Angst vor Zurückweisungen bei Vorsprechen hauptsächlich in ihrer Wohnung zugebracht hatte, kehrte sie nach Ohio zurück. Dort wurde sie Ensemblemitglied des Cleveland Playhouse. Später wechselte zu den Kenley Players in Warren (Ohio), wo sie auf den späteren Theaterregisseur John Kenley traf, der sie zur Rückkehr nach New York zu überreden versuchte („Sie verfügte nicht über die Aggressivität, die es braucht. Sie hatte kein Vertrauen in sich.“, so Kenley).
Hartman übersiedelte schließlich ein zweites Mal nach New York, wo sie diesmal von einem Agenten betreut wurde. Ihr Debüt am Broadway gab sie 1964 in der Komödie Everybody Out, the Castle is Sinking und wurde im selben Jahr von der MGM und Warner Bros. zu Probeaufnahmen eingeladen.

### Erfolgreiches Spielfilmdebüt in „Träumende Lippen“
1965 gab Hartman unter der Regie des Briten Guy Green ihr Spielfilmdebüt in Träumende Lippen der MGM. Das Drama, in weiteren Rollen mit Sidney Poitier und Shelley Winters besetzt, basiert auf einem Roman von Elizabeth Kata und schildert die Beziehung zwischen einem weißen, blinden Mädchen und einem Afroamerikaner. Als Vorbereitung besuchte Hartman eine Blindenschule, während sie von Regisseur Green rückwirkend als eine der größten instinktivsten Schauspielerinnen gelobt wurde, mit der er je gearbeitet hätte. Träumende Lippen, vor dem Hintergrund der Bürgerrechtsbewegung der Afroamerikaner in den 1960er Jahren spielend, fand Widerhall bei der Fachkritik und an den Kinokassen. Im Süden der USA durfte der Film dagegen nur in einer geschnittenen Fassung gezeigt werden.
Elizabeth Hartmans Darstellung wurde ebenfalls Lob zuteil und sie erhielt bei der Verleihung der Golden Globe Awards 1966 zwei Nominierungen. Nominiert neben so bekannten Berufskolleginnen wie Julie Christie (Darling) oder Simone Signoret (Das Narrenschiff) hatte sie in der Kategorie Beste Hauptdarstellerin – Drama gegenüber der Britin Samantha Eggar (Der Fänger) das Nachsehen. Bei der Vergabe des Preises für die Beste Nachwuchsdarstellerin setzte sie sich schließlich unter anderem gegen Geraldine Chaplin (Doktor Schiwago) durch. Bei der Oscarverleihung im selben Jahr wurde Hartman für die Rolle der sensiblen und blinden Selina D’Arcy als Beste Hauptdarstellerin nominiert, musste sich aber Julie Christie geschlagen geben. Mit ihren 22 Jahren galt die Darstellerin zu diesem Zeitpunkt als die jüngste Schauspielerin, die in dieser Kategorie nominiert wurde.

### Depressionen und Niedergang der Karriere
Nach dem Erfolg von Träumende Lippen wurden Hartman laut ihrem Agenten Howard Rubin zahlreiche weitere Filmrollen angeboten, allerdings waren darunter mehrheitlich junge Frauen mit Behinderungen, die sie ablehnte. 1966 war Hartman in Sidney Lumets Film Die Clique als sexuell unterdrückte Priss zu sehen. In dem Drama um acht Töchter aus der US-amerikanischen Oberschicht, die sich 1933 in einer privaten Mädchenschule anfreunden, waren Joan Hackett, Candice Bergen und Shirley Knight ihre Filmpartnerinnen. Im selben Jahr agierte sie in Big Boy, jetzt wirst Du ein Mann!, der Abschlussarbeit des jungen Francis Ford Coppola an der University of California. Darin übernahm sie die weibliche Hauptrolle der verspielten, geheimnisvollen und männerverschlingenden Schauspielerin Barbara Darling, die sich eines jungen und naiven Bibliothekars (gespielt von Peter Kastner) annimmt, um diesen später zurückzuweisen.
Für Big Boy erhielt Hartman 1967 eine dritte Nominierung für den Golden Globe, diesmal als Beste Hauptdarstellerin in einer Komödie bzw. Musical. Filmkritiker Richard Schickel (Life) sah die Chance für die Schauspielerin gekommen, aus den Rollen der „Grauen Maus“ ausbrechen zu können. Hartman selbst war jedoch über ihre eigenen Leistung verunsichert, so dass Ford Coppola laut ihren Angaben die treibende Kraft hinter ihrer Darstellung war. „Eigentlich mochte ich mich in der Rolle, obwohl ich das nicht erwartet hatte. Es ist nicht die Art von Spaß, die ich wirklich liebe. Am Ende fühlte ich mich wie ein Ding, ganz kalt und eisig. Ich wünsche mir, dass die Menschen die ich spiele in Schwierigkeiten stecken. Ich möchte weinen“, so Hartman. Nach einer Nebenrolle als scheue Zinaida in John Frankenheimers Drama Ein Mann wie Hiob (1968) mit Alan Bates, bewarb sie sich erfolglos für die Hauptrolle in Alan J. Pakulas Tragikomödie Pookie, die Liza Minnelli als Karrieresprungbrett dienen sollte. Auch soll Hartman einen Part in Rat mal, wer zum Essen kommt (1968) ebenso abgelehnt haben, wie das Angebot die Alice in Paul Mazurskys Beziehungsdrama Bob & Caroline & Ted & Alice zu spielen.
Mit dem Erfolg konnte die außerhalb des Filmsets als schüchtern und ängstlich beschriebene Hartman nicht umgehen, wie sie 1969 in einem Interview preisgab. „Der anfängliche Erfolg schlug mich nieder […] Er wirbelte mich hoch, in eine Position, in die ich nicht hineingehörte. Ich war nicht bereit dafür. Ich sah mich selbst plötzlich scheitern.“, so die Künstlerin, die sich laut eigenen Angaben zwei Jahre in ihrem New Yorker Apartment einschloss, ehe sie neuen Mut, erneut durch den Part der Emily im Broadway-Revival Our Town (1969) neben Henry Fonda, schöpfte. Nach Ein Mann wie Hiob und dem Auftritt in Don Siegels Kriegsdrama Betrogen (1971) mit Clint Eastwood in der Hauptrolle, stagnierte ab Anfang der 1970er Jahre Hartmans Karriere. Die einst so hoch gelobte Schauspielerin, begann erneut unter starken Depressionen sowie Verfolgungswahn zu leiden.
Aufgrund finanzieller Probleme folgte Hartman Angeboten in kommerziellen Produktionen. 1973 war sie in dem erfolgreichen Actionfilms Der Große aus dem Dunkeln (1973) zu sehen, in dem sie eine Nebenrolle als getötete Ehefrau von Joe Don Baker innehatte. Die einflussreiche Filmkritikerin Pauline Kael lobte Hartmans Leistung, auch wenn sie beanstandete, dass Regisseur Phil Karlson bei ihr zu sehr auf die Tränendrüse gedrückt hätte. „Hartman ist eine begabte Schauspielerin, die zu selten zu sehen ist.“ resümierte Kael und verglich die Darstellerin mit der jungen Janet Gaynor. Dennoch war Hartman in den kommenden Jahren nur noch sporadisch im US-amerikanischen Film und Fernsehen zu sehen. „Ich würde gerne ein ausgeglichenes Mädchen spielen, das nicht an etwas leidet, in einer Komödie wie Katharine Hepburn es getan hat. Oh, ich vergaß. Niemand schreibt mehr ausgeglichene Sachen.“, so Hartman 1979 in einem Interview.
1981 erschien sie in einer Nebenrolle als spröde Lehrerin in der wenig erfolgreichen Horror-Komödie Ein Werwolf beißt sich durch, ihrem letzten Auftritt als Schauspielerin in einem Kinofilm. Ein Jahr später synchronisierte sie für Don Bluths Zeichentrickfilm Mrs. Brisby und das Geheimnis von NIMH (1982) die sorgenvolle Titelheldin. Danach verschwand Hartman vom Fernsehbildschirm und der Kinoleinwand und zog 1983 nach Pittsburgh, wo ihre Familie lebte. Nach einem Selbstmordversuch und einem einjährigen Klinikaufenthalt in Connecticut widmete sich Hartman wieder dem Gemeindetheater und bekleidete mit der Myrtle Brown in Morning’s at Seven in Boston eine Theaterrolle, für die sie gute Kritiken erhielt. Die Schauspielerin musste während dieser Zeit jedoch ständig betreut werden und eine Tournee endete nach einem Gastspiel in Los Angeles bereits bei der zweiten Station in Chicago.

### Privatleben und Tod
Elizabeth Hartman war von 1968, bis zu ihrer Scheidung im Jahr 1981, mit dem Regisseur und Drehbuchautor Gill Dennis verheiratet, der sich von ihr trennte. Danach zog sie in den Haushalt ihrer Schwester. Aufgrund ihres verschlechterten Gesundheitszustandes wurde sie mehr als ein Dutzend Mal in eine Anstalt eingewiesen. Kontakt hielt sie zu Francis Ford Coppola und ihrer Schauspielkollegin Geraldine Page aus Big Boy. Hartman, die einmal selbst von sich behauptete „Die Schauspielerei ist, was ich am besten kann. In allem anderen bin ich nicht geschult …“ (“Acting is what I do best. I’m not trained for anything else …”), lebte zuletzt von den Ersparnissen aus einer Berufsunfähigkeitsversicherung sowie Sozialleistungen und wurde finanziell von ihrer Familie unterstützt.
Am 10. Juni 1987 stürzte Hartman aus einem Fenster ihres im fünften Stock gelegenen Appartements in Pittsburgh. Sie lebte zu dieser Zeit allein und war ambulante Patientin in der örtlichen Western Psychiatric Institute Clinic. Die 43-Jährige hinterließ keinen Abschiedsbrief, telefonierte aber kurz vor ihrem Tod mit ihrem behandelnden Arzt und klagte über Depressionen und Suizidabsichten, woraufhin die Polizei auch von einer Selbsttötung ausging. Hartman wurde im Forest Lawn Memorial Park in ihrer Heimatstadt Youngstown beerdigt.

## Theater (Auswahl)
- 1957: A Clearing in the Woods (Youngstown Playhouse/Ohio)
- 1963/64: Everybody Out, The Castle is Sinking (Colonial Theatre/Boston)
- 1964: Everybody Out, The Castle is Sinking (Barrymoore Theatre/New York)
- 1964: The Apollo of Belac (Cleveland Playhouse/Ohio)
- 1964: Becket (Cleveland Playhouse/Ohio)
- 1965: The Madwoman of Chaillot (Cleveland Playhouse/Ohio)
- 1965: Bus Stop (Cleveland Playhouse/Ohio)
- 1966: The Glass Menagerie (Pittsburgh/Pennsylvania)
- 1969: Our Town (ANTA Playhouse/Broadway/New York)
- 1975: Balaam (Pasadena Repertory Theatre/Kalifornien)
- 1981: Morning's at Seven (Boston & Chicago)

## Filmografie (Auswahl)
- 1965: A Cinderella Named Elizabeth (Kurzfilm)
- 1965: Träumende Lippen (A Patch of Blue)
- 1966: Die Clique (The Group)
- 1966: Big Boy, jetzt wirst Du ein Mann! (You’re a Big Boy Now)
- 1968: Ein Mann wie Hiob (The Fixer)
- 1971: Betrogen (The Beguiled)
- 1971: Night Gallery (Folge: The Dark Boy)
- 1972: In Pursuit of Treasure
- 1973: Der Große aus dem Dunkeln (Walking Tall)
- 1973: The Wide World of Mystery (Serie) (Folge: A Little Bit Like Murder)
- 1973: Intermission
- 1973: Love, American Style (serie) (Folge: Love and the Locksmith)
- 1975: Doctors Hospital (Folge: Was bedeutet Ihnen ein Menschenleben, Dr. Stone?)
- 1980: Willow B: Women in Prison/Cages (Fernsehfilm)
- 1981: Ein Werwolf beißt sich durch (Full Moon High) gedreht 1979
- 1982: Mrs. Brisby und das Geheimnis von NIMH (The Secret of NIMH, Synchronisation)

## Auszeichnungen
- 1966: Golden Globe Award für Träumende Lippen (Beste Nachwuchsdarstellerin; eine weitere Nominierung in der Kategorie Beste Hauptdarstellerin – Drama)
- 1966: Oscar-Nominierung für Träumende Lippen (Beste Hauptdarstellerin)
- 1966: „Achievement Award“ der National Association of Theater Owners[11]
- 1966: Laurel Award für Träumende Lippen (Beste Nachwuchsdarstellerin; 4. Platz in der Kategorie Beste Hauptdarstellerin – Drama)
- 1967: Golden-Globe-Nominierung für Big Boy – Jetzt wirst du ein Mann (Beste Hauptdarstellerin –  Komödie oder Musical)